# Actinote intermedia
Actinote intermedia är en fjärilsart som beskrevs av Jordan 1913. Actinote intermedia ingår i släktet Actinote och familjen praktfjärilar. Inga underarter finns listade i Catalogue of Life.